# Karl Jaani
Karl Jaani (* 27. Dezember 1985 in Tartu) ist ein ehemaliger estnischer Volleyball– und Beachvolleyballspieler. Er wurde sowohl in der Halle als auch im Sand mehrfacher Meister seines Heimatlands.

## Karriere

### Karriere Halle
Der in der zweitgrößten Stadt Estlands geborene Sportler wurde mit seinem Heimatverein 2005 estnischer Vizemeister und stand im Pokalhalbfinale. In der folgenden Saison gelang sowohl der Landesmeistertitel als auch der Pokalsieg. Zusätzlich wurde Tartu Pere Leib baltischer Vizemeister. Anschließend wechselte Karl Jaani zu Valio Võru VK und blieb dort vier Spielzeiten. Beste Resultate waren drei fünfte Plätze in der Liga und das einmalige Erreichen der Runde der besten vier Teams im Pokal. Nach drei Jahren griff der Universalspieler noch einmal in der Heimatstadt an. Mit Bigbank Tartu, wie der Sportclub inzwischen hieß, gewann er seinen zweiten Titel in der estnischen Meisterschaft und stand ein weiteres Mal im Finale des Landespokals. Anschließend beendete er seine Hallenkarriere.

### Karriere Beach
Jaani spielte von 2006 bis 2008 an der Seite von Martin Ruul in Europa auf Challenger-, Satellite- und CEV-Turnieren. 2006 belegten Jaani/Ruul bei der U23-Europameisterschaft im österreichischen St. Pölten Platz 19. 2009 war Rain Raud sein neuer Partner, mit dem er auf Åland und in Den Haag auch bei der FIVB World Tour startete. Von 2010 bis Mai 2012 spielte Jaani mit Rivo Vesik. Nach der World Tour 2010 wurde Jaani als Top Rookie ausgezeichnet. Bei der Weltmeisterschaft 2011 unterlagen Jaani/Vesik den Titelverteidigern Julius Brink und Jonas Reckermann in der ersten Hauptrunde. 2013 spielte Jaani mit seinem früheren Partner Raud noch bei zwei „Zonal Events“ in Estland und Lettland. In der folgenden Saison gewannen die beiden die estnische Meisterschaft im Sand. 2015 konnten sie ihren Titel erfolgreich verteidigen und wiederum eine Saison später erkämpfte Jaani seinen dritten Titel in Serie, diesmal mit Kristo Kollo. Sechs Jahre später siegten die beiden ein weiteres Mal bei der Landesmeisterschaft. Ein Jahr später waren die Esten noch einige Male bei nationalen Turnieren aktiv.

## Auszeichnungen
- 2010: FIVB Top Rookie

## Privates
Jaani ist verheiratet und hat zwei Kinder.